# John Gillies (historien)
Pour les articles homonymes, voir John Gillies et Gillies.
John Gillies est un historien écossais né en 1747 à Brechin (Forfar) et mort en 1836.
Il fut d'abord précepteur et devint historiographe du roi pour l’Écosse, après William Robertson, son ami. Il était membre de la Société royale de Londres et de celle des Antiquaires. 

## Œuvres
Ses principaux ouvrages sont : Histoire de la Grèce jusqu'au partage de l'empire d'Alexandre, 1786 ; Hist. universelle depuis Alexandre jusqu'à Auguste, 1807; Frédéric II, roi de Prusse, comparé à Philippe, roi de Macédoine, 1789. 
On a encore de lui des traductions de Lysias et d’Isocrate, 1778; de l’Éthique et de la Politique d'Aristote, 1797, ainsi que de la Rhétorique, 1823. 
L’Histoire de la Grèce est le plus important de ses travaux : malgré son style diffus et ambitieux, cet ouvrage se recommande par la sagacité des aperçus, la proportion des parties, et par une marche régulière. Il a été traduit par Carra. Paris, 1787-88, 6 vol. in-8, et refondu par M. Ruelle, dans son Histoire résumée des temps anciens, Paris, 1841, 2 vol. in-8.

## Source
Cet article comprend des extraits du Dictionnaire Bouillet. Il est possible de supprimer cette indication, si le texte reflète le savoir actuel sur ce thème, si les sources sont citées, s'il satisfait aux exigences linguistiques actuelles et s'il ne contient pas de propos qui vont à l'encontre des règles de neutralité de Wikipédia.